# Christine Wodetzky
Christine Wodetzky, eigentlich Christa Elisabeth Wodetzky, (* 5. Januar 1938 in Leipzig; † 7. Dezember 2004 in Berlin) war eine deutsche Schauspielerin.

## Leben
Christine Wodetzky absolvierte die Theaterhochschule Leipzig und gab ihr Debüt 1960 am Staatstheater Dresden. Sie flüchtete mit ihrem damaligen Mann nach dem Mauerbau 1961 in den Westen und spielte als freischaffende Schauspielerin an zahlreichen Bühnen, darunter am Württembergischen Staatstheater Stuttgart, am Deutschen Schauspielhaus Hamburg, an den Wuppertaler Bühnen, am Schauspielhaus Zürich, an den Bühnen der Stadt Köln und am Schauspielhaus Düsseldorf. In Berlin spielte sie neben dem Schlossparktheater unter anderem an der Volksbühne Berlin.
Zu ihren Rollen gehörten die Polly in der Dreigroschenoper, die Marquise de Merteuil in Gefährliche Liebschaften und das Fräulein Schneider im Musical Cabaret, mit dem sie noch 2003 auf Tournee war.
In mehr als 120 Fernsehrollen wurde die Künstlerin einem größeren Publikum bekannt, insbesondere durch Fernsehserien wie Die Grashüpfer, Das Traumschiff, Die glückliche Familie, Hinter Gittern – Der Frauenknast oder Lorentz & Söhne und – vor allem anfangs – durch TV-Krimis wie Der Kommissar, Sonderdezernat K1, Der Alte, Derrick und Ein Fall für zwei. 1992 gehörte sie als Baronin Elisabeth von Porz zur Besetzung der 12-teiligen SAT.1-Gameshow Cluedo – Das Mörderspiel. Auf der Leinwand sah man sie in deutschen und internationalen Filmproduktionen wie zum Beispiel in Die Akte Odessa, Bis zur bitteren Neige, Die wunderbaren Jahre und Der Dybuk.
Für ihre Rollen in Der Dybuk und Verraten und verkauft wurde Wodetzky 1970 mit der Goldenen Kamera ausgezeichnet. Im Jahr 1980 erhielt sie für ihre Rolle in dem Fernsehfilm Platzangst einen Bambi und den Hartmannpreis.
Wodetzky starb nach langer schwerer Krankheit im Alter von 66 Jahren.

## Filmografie (Auswahl)
- 1969: Der zweite Schuß
- 1969: Asche des Sieges (Fernsehfilm)
- 1970: Maximilian von Mexiko (Fernsehfilm)
- 1971: Der Kommissar Folge: Besuch bei Alberti (TV-Serie)
- 1972: Das Kurheim (TV-Serie)
- 1973:  Ein Fall für Männdli – Folge 8: Anonyme Briefe
- 1974: Die Akte Odessa
- 1974: Zündschnüre
- 1974: Sonderdezernat K1 – Folge: Kein Feuer ohne Rauch
- 1974: Die Grashüpfer (Fernsehserie)
- 1974: Der kleine Doktor – Folge: Zu viele Ärzte
- 1975: Bis zur bitteren Neige
- 1975: Der Kommissar Folge: Noch zehn Minuten zu leben (TV-Serie)
- 1976: Derrick – Folge 20: Schock
- 1977: Der Alte – Folge 5: Zwei Mörder
- 1977: Sonderdezernat K1 – Folge: Der Regen bringt es an den Tag
- 1978: Derrick – Folge 48: Lissas Vater
- 1978: Der Alte – Folge 19: Der schöne Alex
- 1979: Die wunderbaren Jahre
- 1980: Derrick – Folge 66: Hanna, liebe Hanna
- 1981: Der Alte – Folge 53: Die Unbekannte
- 1982: Das Traumschiff – Cayman Islands (TV-Reihe)
- 1983: Derrick – Folge 106: Attentat auf Derrick
- 1985: Der Alte – Folge 90: Flüstermord
- 1985: Ein Fall für zwei – Folge 31: Der Versager (TV-Serie)
- 1985: Der Alte – Folge 95: Der Leibwächter
- 1985: Schöne Ferien – Urlaubsgeschichten aus Mallorca (TV-Reihe)
- 1987: Der Alte – Folge 112: Tod eines Piraten
- 1988: Lorentz & Söhne (Fernsehserie)
- 1988: Tatort Folge: Sein letzter Wille (TV-Reihe)
- 1988: Liebling Kreuzberg Folge: Das eigene Geld (TV-Serie)
- 1988: Die Männer vom K3 Folge: Schützenfest (TV-Serie)
- 1989: Derrick – Folge 176: Rachefeldzug
- 1990–1991: Die glückliche Familie (Fernsehserie, 6 Folgen)
- 1991: Derrick – Folge 204: Der Schrei
- 1992: Cluedo – Das Mörderspiel (TV-Serie)
- 1993: Derrick – Folge 224: Die Lebensgefährtin
- 1995: Der Alte – Folge 202: Nichts geht mehr
- 1997: Der Alte – Folge 232: Große Liebe
- 1998: Der Alte – Folge 241: Der Mann, der sich Bob nannte
- 1998, 2000–2001: Hinter Gittern – Der Frauenknast